# メラノマクロファージセンター
メラノマクロファージセンター(英: melanomacrophage center)とは魚類の腎臓、脾臓、肝臓などに存在する褐色の色素を持ったマクロファージの集塊。マクロファージに含まれる褐色の色素はメラニン、リポフスチン、ヘモジデリンである。メラノマクロファージセンターは異物や老化した細胞を非特異的に貪食、消化して他の細胞に受け渡す機能を有すると考えられている。